# Resolutie 2421 Veiligheidsraad Verenigde Naties
Resolutie 2421 van de Veiligheidsraad van de Verenigde Naties werd unaniem aangenomen op 14 juni 2018. De Veiligheidsraad verlengde de VN-hulpmissie UNAMI in Irak met tien maanden.

## Achtergrond
Na de Amerikaanse inval in Irak in 2003, kwam er een overgangsregering die internationale steun vroeg, waarop middels resolutie 1500 de VN-bijstandsmissie voor Irak werd opgericht. Die hielp onder meer met het opstellen van een nieuwe grondwet en organiseren van verkiezingen.
Tussen 2014 en 2017 ontstond een oorlog met IS, dat grote delen van het land had bezet. Opnieuw werden steden verwoest en sloegen honderdduizenden op de vlucht. Op 12 mei 2018 waren parlementsverkiezingen gehouden, waarvan de kandidaten het doelwit van talloze aanslagen waren geweest.
Nadat IS was verslagen, verschoof de aandacht weer naar de humanitaire situatie en terrorisme. De Verenigde Staten, die resoluties over Irak gewoonlijk opstelde, hadden de tekst flink ingekort tegenover voorgaande jaren. Het was ook de eerste keer sinds resolutie 1770 uit 2007 dat de tekst was herzien, al werd aan UNAMI's mandaat niet zo veel gewijzigd. De Verenigde Staten, VN-vertegenwoordiger voor Irak Ján Kubiš en Irak zelf vonden dat immers niet opportuun. Andere landen vonden dat verzoening en hervormingen meer moesten worden benadrukt. Op vraag van Kubiš werd het mandaat met tien maanden verlengd in plaats van een jaar. Daardoor kwam de volgende vernieuwing dichter bij de budgettaire onderhandelingen van de Algemene Vergadering te liggen.

## Inhoud
Het mandaat van de missie in Irak, dat op 31 juli afliep, werd verlengd tot 31 mei 2019. Op vraag van de Iraakse overheid werden de taken van de missie en van Ján Kubiš als volgt gedefinieerd: het adviseren en ondersteunen van de overheid inzake de politieke dialoog en verzoening moest prioriteit krijgen. Verder moesten ze Irak helpen met:
- de procedure om verkiezingen te organiseren;
- het herzien van de grondwet;
- procedures voor het oplossen van interne grensgeschillen;
- het faciliteren van regionale samenwerking;
- het hervormen van de veiligheidsdiensten;
- de herintegratie van voormalige leden van gewapende groeperingen;
- de coördinatie van hulpverlening;
- de veilige en ordelijke terugkeer van vluchtelingen;
- de verbetering van de openbare diensten;
- economische hervormingen en duurzame ontwikkeling;
- de bescherming van de mensenrechten;
- het hervormen van het rechtsstelsel;
- het onderzoek naar oorlogsmisdaden begaan door IS ondersteunen;
- zorgen dat vrouwen op alle niveaus vertegenwoordigd zijn;
- het beter beschermen van kinderen.

Ten slotte werd Irak gevraagd voor de veiligheid van het personeel en logistieke ondersteuning van de missie te blijven zorgen.
Lijst ·  2398 ·  2399 ·  2400 ·  2401 ·  2402 ·  2403 ·  2404 ·  2405 ·  2406 ·  2407 ·  2408 ·  2409 ·  2410 ·  2411 ·  2412 ·  2413 ·  2414 ·  2415 ·  2416 ·  2417 ·  2418 ·  2419 ·  2420 ·  2421 ·  2422 ·  2423 ·  2424 ·  2425 ·  2426 ·  2427 ·  2428 ·  2429 ·  2430 ·  2431 ·  2432 ·  2433 ·  2434 ·  2435 ·  2436 ·  2437 ·  2438 ·  2439 ·  2440 ·  2441 ·  2442 ·  2443 ·  2444 ·  2445 ·  2446 ·  2447 ·  2448 ·  2449 ·  2450 ·  2451